# Devin Kelley
Devin Marie Kelley (Saint Paul, 18 januari 1986) is een Amerikaanse actrice.

## Biografie
Kelley werd geboren in Saint Paul (Minnesota) in een gezin van drie kinderen. In haar jeugd heeft zij voor vier jaar met haar familie in Brussel (België) gewoond. Zij doorliep de high school aan de Eastview High School in Apple Valley (Minnesota). Hierna verhuisde zij naar Los Angeles waar zij haar bachelor of fine arts haalde aan de USC School of Dramatic Arts, zij heeft ook een semester gestudeerd aan de British American Drama Academy in Londen.
Kelley begon in 2005 met acteren in de korte film Les ours, waarna zij nog meerdere rollen speelde in films en televisieseries.

## Filmografie

### Films
Uitgezonderd korte films.
- 2015 Swept Under - als  Morgan Sher
- 2015 Anchors - als Julia
- 2014 Resurrection: A Second Chance - als dr. Maggie Langston
- 2013 Turtle Island - als Daisy
- 2012 Chernobyl Diaries - als Amanda

### Televisieseries
Uitgezonderd eenmalige gastrollen.
- 2018-2020 9-1-1 - als Shannon Diaz - 6 afl.
- 2016-2017 Frequency - als Julie Sullivan - 13 afl.
- 2014-2015 Resurrection - als dr. Maggie Langston - 21 afl.
- 2011-2012 Covert Affairs - als Parker Rowland - 6 afl.
- 2011 The Chicago Code - als Vonda Wysocki - 13 afl.
- 2009 Tease - als Kate - 3 afl.

- Biblioteca Nacional de España: XX5655689
- Library of Congress Control Number: no2012142136
- Istituto Centrale per il Catalogo Unico: PCMV002285
- Virtual International Authority File: 281567458
- WorldCat: E39PBJpPxR6VM9jgYKvbHvbGHC